# ヒドロコドン・パラセタモール
ハイドロコドン・パラセタモール（英: Hydrocodone/paracetamol）または、ハイドロコドン・アセトアミノフェン（Ｈydrocodone/acetaminophen）は、鎮痛剤のヒドロコドンとパラセタモール（アセトアミノフェン）の合剤である。この薬品は中等度から重度の疼痛の治療に用いられる。投与法は経口である。米国では、レクリエーショナルドラッグとして用いられやすい。
一般的な副作用には、めまい、眠気、便秘、嘔吐などがあげられる。重度の副作用には、薬物乱用、呼吸抑制、低血圧、セロトニン症候群、重度のアレルギー反応、肝不全などがあげられる。妊娠中の使用は胎児に悪影響を与える。アルコールとの併用は推奨されない。 ハイドロコドンの作用機序は、μ-オピオイド受容体に結合することにより作用する。 アセトアミノフェンがどのように作用するかは明確ではないが、プロスタグランジンの生成を阻害することが関係するとされる。
ハイドロコドン・パラセタモールが米国で医薬品として使用されるようになったのは1982年からである。米国では、規制物質法スケジュールII薬物に指定されている。2017年の米国で13番目に最も一般的に処方された医薬品であり、その処方件数は4000万件を超える。英国では入手不可能であるが、コデイン・パラセタモールの合剤がある。この薬剤は、バイコディン（Vicodin）や ノルコ（Norco）などの商品名で販売されている。